# Dodge Fast Four
La Dodge Fast Four est un modèle automobile du constructeur américain Dodge produit en 1927-1928. Il en a existé deux types, les séries 128 et 129. Elle était également disponible en série 124.
En 1927, la Dodge Fast Four était le modèle de milieu de gamme de Dodge. Elle ressemblait aux Dodge quatre cylindres précédentes, avec une carrosserie plus arrondie. Son équipement standard comprenait un indicateur de vitesse, un ampèremètre, un kit de dépannage et des phares avant. En option, on trouvait notamment un pare-chocs arrière, un compte-tours, un chauffage et des essuie-glace. La seule vraie différence entre la 128 et la 129 était que la 128 avait des roues de 19", tandis que la 129 avait des roues de 21".